# Eucharia Oluchi Nwaichi
Eucharia Oluchi Nwaichi est une biochimiste environnementale nigériane, spécialiste des sols et toxicologue.

## Travaux
Ses intérêts de recherche se concentrent sur la gestion des déchets, la prévention de la pollution et la phytoremédiation, ce qui implique le traitement des problèmes de l'environnement (bioremédiation) par le biais de l'utilisation de plantes locales qui permettent d'atténuer le problème de l'environnement sans avoir besoin d'extraire le matériel contaminant et le jeter ailleurs. Elle est une experte dans l'élimination des métaux lourds toxiques tels que le cadmium, le cuivre, le mercure, le plomb ou l'arsenic dans le sol contaminé.

## Carrière
Elle est titulaire d'un doctorat en Biochimie de l'Université de Port Harcourt, où elle devint plus tard maître de conférences.
Avant de rejoindre les services de l'Université de Port Harcourt, elle a travaillé à la compagnie pétrolière Shell pour une année (2009 - 2010).
Elle a été en 2013 nommée fellow international de L'Oréal-UNESCO pour les Récompenses en Sciences Physiques
.
Elle est membre de plusieurs organisations académiques, telles que l'Organisation pour les femmes en science pour le monde en développement, l'American Chemical Society, la Société Internationale Pour la Technologie de l'Environnement et l'Institut nigérian de gestion (en).
Elle reçoit le prix John-Maddox 2022 pour ses travaux de bioremédiation appliqués à la dépollution du delta du Niger souillé de résidus pétroliers.